# Iglesia de San Ginés (Montellá Martinet)
La iglesia de San Ginés de Montellá se encuentra un poco apartada de la población española de Montellá Martinet, en la comarca de la Baja Cerdaña perteneciente a la provincia de Lérida. Como iglesia parroquial consta documentada al final del siglo X con motivo de la consagración de la Seo de Urgel.

## Edificio
De nave única, la mejor parte conservada corresponde al ábside, datado del siglo XII y que presenta una pequeña ventana en su centro, está cubierta con una bóveda de arco apuntado.
Durante la segunda mitad del siglo XVIII se realizaron reformas alargando la nave y reforzando los muros laterales. Al alargar la nave por la parte de los pies del templo y a causa del terreno se tuvo que construir unos escalones de bajada para la entrada a la iglesia. En el año 1790 se realizó para el altar mayor un retablo barroco de madera dorada con la advocación a la Virgen del Carmen.
La puerta de entrada está formada por dos arquivoltas de arco apuntado. En las hojas de madera de la puerta se conservan numerosas pìezas de hierro forjado la mayoría con forma de espirales.

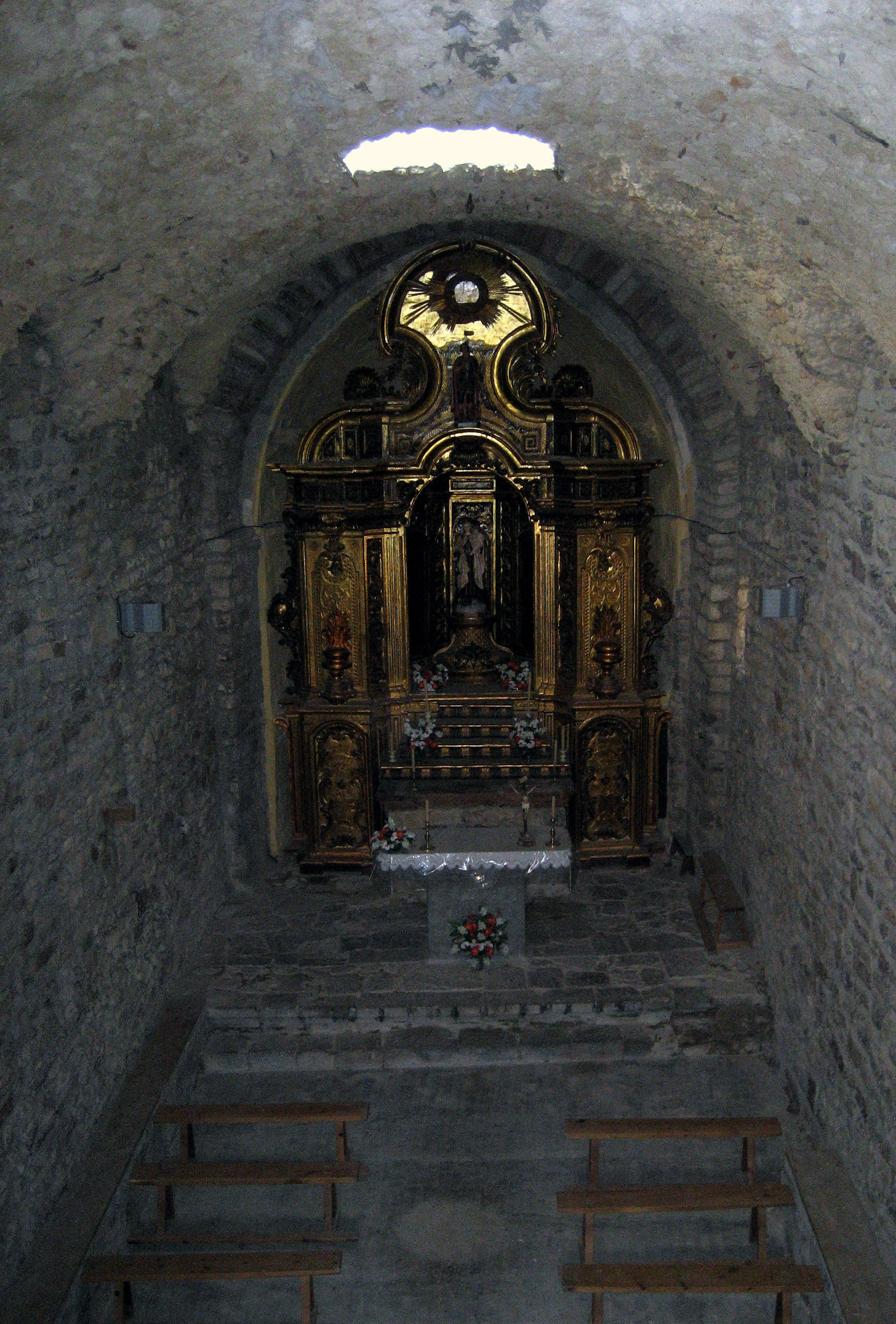
Interior de San Ginés de Montellá
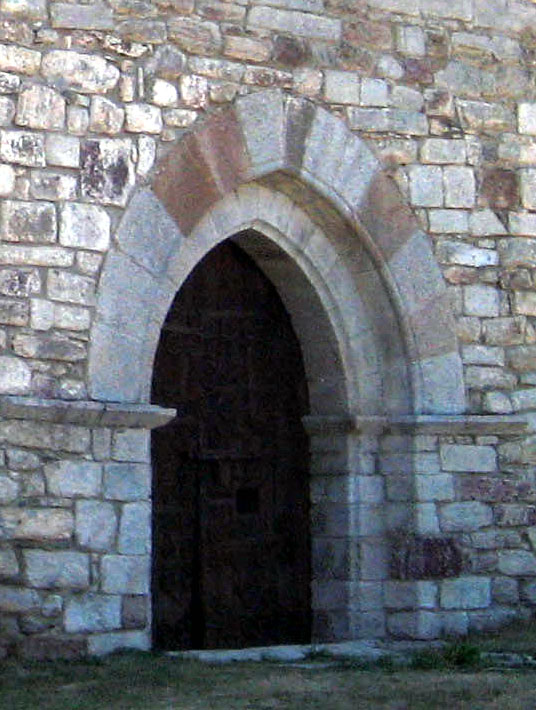
Puerta románica de arco apuntado en San Ginés de Montellá
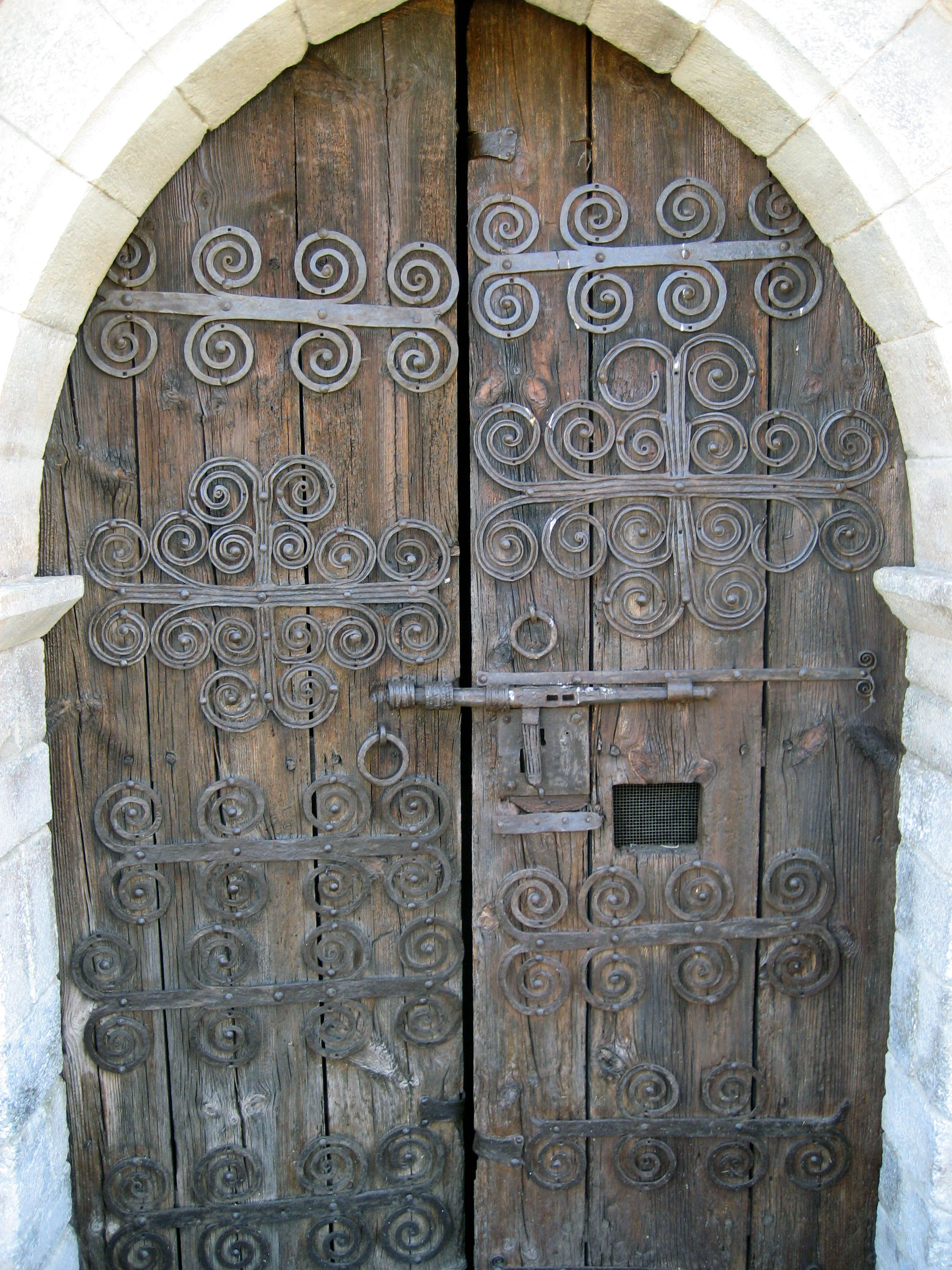
Detalle de la herrería románica de la puerta de San Ginés de Montellá
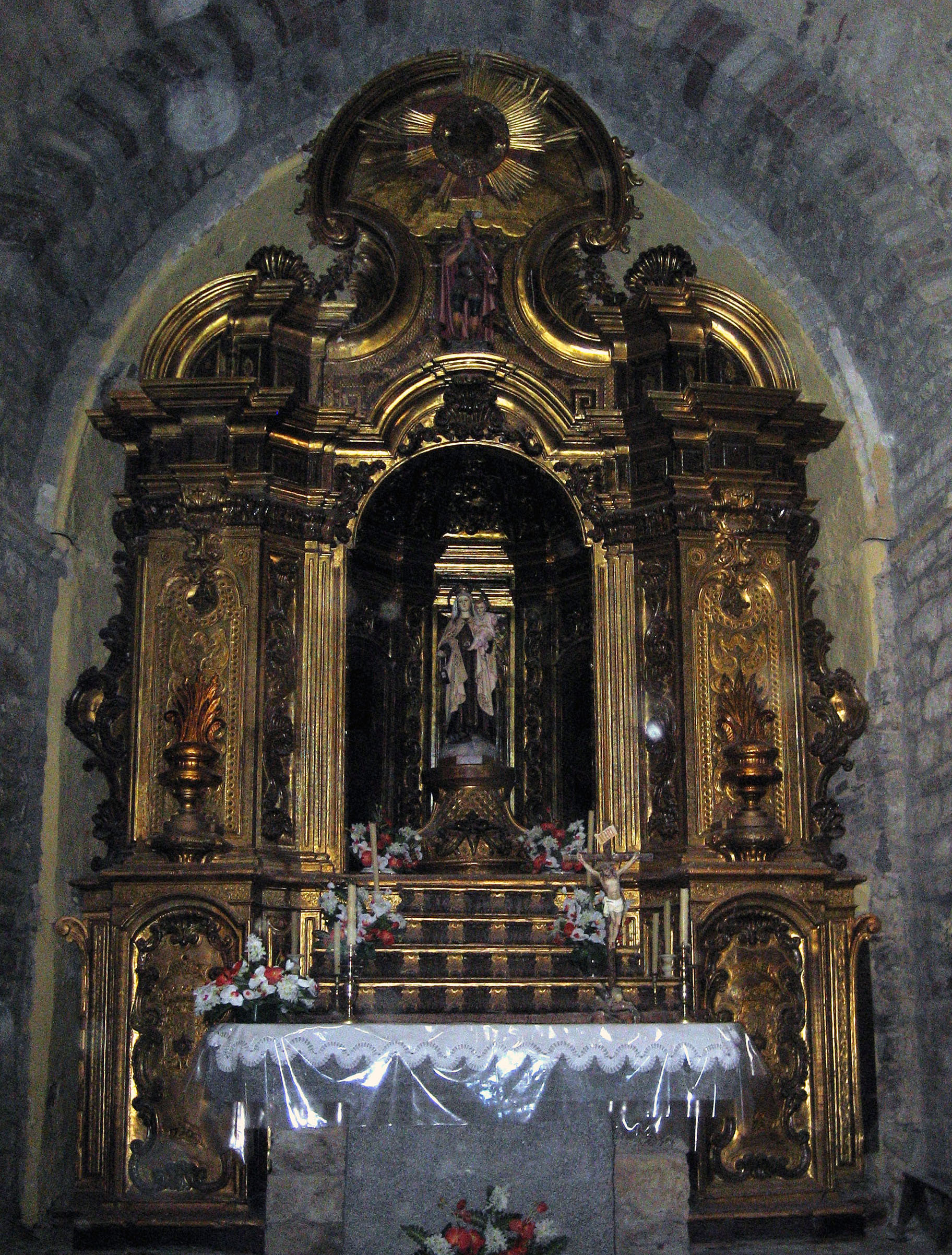
Retablo rococó del año 1790 de San Ginés de Montellá.